# Football Cracks
Football Cracks (también conocido solo como Cracks) fue un reality show dedicado a buscar muchachos mayores de 16 años para convertirlos en los próximos ídolos del fútbol. El show está apadrinado por los reconocidos jugadores Zinedine Zidane y Enzo Francescoli, pero será conducido por Nico Abad. Los concursantes serán escogidos desde distintos países como España, México, Perú, Paraguay, Venezuela, Colombia, Argentina, Uruguay, Panamá, y Estados Unidos. El entrenador de los concursantes será Lobo Carrasco. El ganador jugará en la próxima pretemporada con el Benfica, equipo de la Primera División de Portugal de fútbol. El show está auspiciado por el banco BBVA y será emitido por algunas cadenas internacionales, pero también por medio de YouTube. Los jueces serán José Antonio Martín, conocido comentarista deportivo, y Julio Maldonado "Maldini".

## Temporadas

### 2010
En esta edición el ganador debería jugar la próxima pretemporada con el Club Atlético de Madrid, equipo de la Primera División de España de fútbol. El show estaba auspiciado por el banco BBVA y era emitido por algunas cadenas internacionales, pero también por medio de Youtube. Los jueces fueron José Antonio Martín, conocido comentarista deportivo, y Julio Maldonado "Maldini".

#### Participantes
| Participante                  | Apodo     | Nacionalidad   | Posición        | Puesto Alcanzado                                |
| ----------------------------- | --------- | -------------- | --------------- | ----------------------------------------------- |
| Iván Ruiz Pecino              | Iván Ruiz | Española       | Centrocampista  | Ganador (Crack) En el sexto episodio            |
| Elicarlos Santos Souza        | Eli       | Brasileña      | Banda Derecha   | 2.º Finalista En el sexto episodio              |
| Jon Ander Bayarri             | Bayarri   | Española       | Banda Derecha   | 3.er Finalista En el sexto episodio             |
| Andrés Gurrieri               | Gurry     | Argentina      | Banda Izquierda | 4.º Finalista En el sexto episodio              |
| Gustavo Adolfo Lamos Cárdenas | Lamos     | Colombiana     | Banda Derecha   | No elegido como finalista En el quinto episodio |
| Alberto Daniel Juárez         | Juárez    | Española       | Banda Izquierda | No elegido como finalista En el quinto episodio |
| José David Fleitas            | Fleitas   | Española       | Centrocampista  | No elegido como finalista En el quinto episodio |
| William Ricardo Scharnoski    | William   | Brasileña      | Portero         | No elegido como finalista En el quinto episodio |
| José David Pimentel           | Pimentel  | Panameña       | Central         | No elegido como finalista En el quinto episodio |
| Cristian Andrés Mas Toledo    | Chico Mas | Chilena        | Banda Izquierda | No elegido como finalista En el quinto episodio |
| Ljubomir Kocic                | Lubo      | Estadounidense | Centrocampista  | No elegido como finalista En el quinto episodio |
| Diego Antonio Blanco Dorazio  | Blanco    | Venezolana     | Delantero       | No elegido como finalista En el quinto episodio |
| Rodrigo González Rolan        | Kanú      | Uruguaya       | Delantero       | No elegido como finalista En el quinto episodio |
| Xi Zhe Zhang                  | Zhang     | China          | Centrocampista  | No elegido como finalista En el quinto episodio |
| Jean Pierre Kanashiro         | JP *2     | Peruana        | Centrocampista  | No elegido como finalista En el quinto episodio |
| Lucas Parra Marín             | Parra     | Española       | Portero         | Cuarto Eliminado En el quinto episodio          |
| Guillerme Reinaldo Cruzetta   | Reinaldo  | Brasileña      | Centrocampista  | Tercer Eliminado En el cuarto episodio          |
| Vladimir Covalschi            | Covalschi | Argentina      | Central         | Segundo Eliminado En el tercer episodio         |
| Mario Fernando Pacchiano      | Mario     | Mexicana       | Delantero       | Primer Eliminado                                |

1. ↑  Zhang y JP fueron integrados al equipo en modo de prueba, sin embargo, a ninguno se le escogió como finalista
2. ↑  Mario fue eliminado en el primer episodio y fue reintegrado al equipo en el quinto episodio, sin embargo, no fue escogido como un finalista

Cabe destacar que los siguientes jugadores aparen en la Liga Master si escoges el equipo ficticio del PES 2013 en la versión PS2 con los siguientes nombres:
Souza Lateral Brasil
Gurrieri Lateral Argentina.
Cárdenas Lateral Colombia.
William Portero Brasil
Ljubomir Centrocampista Estados Unidos.
Blanco Delantero Venezuela.
Zhang Centrocampista China.
Kanashiro Centrocampista Perú.
Reinaldo Centrocampista Brasil.
Covalschi Defensa Argentina.
(En total del 2010 escogieron 10 jugadores para la Liga Master)

#### Progreso de los concursantes
| País      | Jugador   | 1            | 2            | 3            | 4         | 5          | F          |           |
| --------- | --------- | ------------ | ------------ | ------------ | --------- | ---------- | ---------- | --------- |
| España    | Iván Ruìz | IN           | IN           | IN           | IN        | ADV        | WIN        |           |
| España    | Bayarri   | WIN          | IN           | IN           | WIN       | ADV        | FINAL      |           |
| Argentina | Gurry     | IN           | IN           | IN           | ADV       | NOT        | FINAL      |           |
| Brasil    | Eli       | IN           | IN           | IN           | IN        | AVD        | FINAL      |           |
| Colombia  | Lamos     | IN           | IN           | WIN          | IN        | No Elegido | No Elegido |           |
| Perú      | JP        | Sin ingresar | Sin ingresar | Sin ingresar | IN        | No Elegido | No Elegido |           |
| Uruguay   | Kanú      | IN           | IN           | IN           | IN        | No Elegido | No Elegido |           |
| China     | Zhang     | Sin ingresar | Sin ingresar | IN           | IN        | No Elegido | No Elegido |           |
| Venezuela | Blanco    | IN           | LOW          | IN           | LOW       | No Elegido | No Elegido |           |
| España    | Juárez    | IN           | IN           | LOW          | IN        | No Elegido | No Elegido |           |
| España    | Fleitas   | IN           | IN           | IN           | IN        | No Elegido | No Elegido |           |
| Brasil    | William   | IN           | IN           | IN           | IN        | No Elegido | No Elegido |           |
| Panamá    | Pimentel  | IN           | WIN          | IN           | IN        | No Elegido | No Elegido |           |
| Chile     | Chico Mas | IN           | IN           | IN           | IN        | No Elegido | No Elegido |           |
| EUA       | Lubo      | IN           | IN           | IN           | IN        | No Elegido | No Elegido |           |
| España    | Parra     | IN           | IN           | IN           | OUT       | Eliminado  | Eliminado  | Eliminado |
| Brasil    | Reinaldo  | LOW          | IN           | OUT          | Eliminado | Eliminado  | Eliminado  | Eliminado |
| Argentina | Covalschi | IN           | OUT          | Eliminado    | Eliminado | Eliminado  | Eliminado  | Eliminado |
| México    | Mario     | OUT          | Eliminado    | Eliminado    | BACK      | No Elegido | No Elegido |           |

1. ↑  El ganador fue escogido por votación de la audiencia.
2. ↑  A Parra se le negó el derecho de ser salvado por sus compañeros después de ser nominado por los jueces tras mostrar indisciplina y falta de respeto.

 Ganador de la competencia

 Finalista de la competencia

 El concursante fue avanzado a la Gala Final

 El concursante fue avanzado previamente a la Gala Final, por lo que no participó de este episodio

 Capitán / Jugador 5 estrellas de la semana 

Nominaciones

 A punto de ser nominado pero rescatado por sus compañeros 

 A punto de ser nominado pero rescatado por los jueces 

 Nominado por sus compañeros, sometido a votación telefónica y salvado 

 Nominado por los jueces, sometido a votación telefónica y salvado 

 Eliminaciones 
 
 Nominado por los jueces, sometido a votación telefónica y eliminado 

 Nominado por sus compañeros, sometido a votación telefónica y eliminado 

 Añadiduras 
 
 Previamente eliminado pero añadido a la competencia 

 Añadido a la competencia 

#### Sucesos Por Jugador
| Jugador   | Logro |
| --------- | --- |
| Reinaldo  | |
| Kanú      | Anotador 1-2 vs. Rayo Juvenil (2-2)                                                                                             |
| Gurry     | Anotador 1-1 vs. ATM "C" (1-2) - Va a ver a Villa y Messi (Sem. 3)                                                              |
| Iván Ruíz | Ganador Reto Solidaro II (Furia de Titanes) - Valor Blue 2.ª Semana                                                             |
| Covalschi | Valor Blue 2.ª Semana |
| Lamos     | Ganador Prueba de Velocidad - Ganador Prueba de Resistencia - Jugador "5 Estrellas" 3.ª Semana                                  |
| Bayarri   | Valor Blue 1.ª Semana - Ganador reto Solidario I (Futgolf) - Jugador "5 Estrellas" Semana 1 - Va a ver a Villa y Messi (Sem. 3) |
| Eli       | Anotador 1-0 vs. ATM "B" (1-4)                                                                                                  |
| Parra     | Bronca con Fleitas (Sem. 3) - Agresión a William (Sem.4)                                                                        |
| Juárez    | |
| Fleitas   | Avisado por romper la bombilla del vestuario (Sem. 2) - Bronca con Parra (Sem. 3)                                               |
| William   | Obligado a cortarse el pelo (Sem. 2)                                                                                            |
| Pimentel  | Jugador "5 Estrellas" Semana 2                                                                                                  |
| Chico Mas | |
| Mario     | |
| Lubo      | Valor Blue 3.ª Semana - Encargado de enseñar el himno a los demás (Sem. 1)                                                      |
| Zhang     | |
| JP        | |

#### Componentes del programa

##### Valor Blue
| Semana | Valor                    | Representante |
| ------ | ------------------------ | ------------- |
| 1      | Ilusión                  | Bayarri       |
| 2      | Confianza                | Iván          |
| 2      | Inteligencia emocional   | Lubo          |
| 3      | Resistencia y Superación | Blanco        |

##### Reto solidario
| Semana | Nombre           | Representante |
| ------ | ---------------- | ------------- |
| 1      | Futgolf          | Bayarri       |
| 2      | Furia de titanes | Iván          |

##### Jugador 5 Estrellas
| Semana | Nombre   | País     |
| ------ | -------- | -------- |
| 1      | Bayarri  | España   |
| 2      | Pimentel | Panamá   |
| 3      | Lamos    | Colombia |
| 4      | Bayarri  | España   |

##### Partidos de los Blue
| Equipo    | Contrincante | Resultado |
| --------- | ------------ | --------- |
| Blue BBVA | Atlético "C" | 1-2       |
| Blue BBVA | Rayo Juvenil | 2-2       |
| Blue BBVA | Atlético "B" | 1-4       |

### 2011
El ganador jugaría en la próxima pretemporada con el Real Madrid Castilla, equipo de la Segunda División B de España de fútbol.

#### Participantes
| Participante                   | Apodo    | País           | Posición                    | Puesto Alcanzado                                 |
| ------------------------------ | -------- | -------------- | --------------------------- | ------------------------------------------------ |
| Diego Israel Martínez          | Diego    | México         | Volante Zurdo               | Ganador (Crack) En el sëptimo episodio           |
| Víctor Carrillo Gallego        | Carrillo | España         | Defensa central diestro     | Finalista En el séptimo episodio                 |
| Israel Peláez Tardáguila       | Israel   | España         | Media Punta                 | Finalista En el séptimo episodio                 |
| Jhon Edison Paredes Escobar    | Paredes  | Colombia       | Media Punta - Extremo Zurdo | Finalista En el séptimo episodio                 |
| Álvaro Fernando Díaz Castrillo | Álvaro   | España         | Portero                     | No elegido como finalista En el séptimo episodio |
| Marc Gamón Gil                 | Gamón    | España         | Portero                     | No elegido como finalista En el séptimo episodio |
| Vinicius Augusto Bilanciare    | Vini     | Brasil         | Defensor Central            | No elegido como finalista En el séptimo episodio |
| Adrián Pedraja Barrientos      | Polako   | España         | Defensa - Lateral Derecho   | No elegido como finalista En el séptimo episodio |
| Javier Del Val Moreno          | Javi     | España         | Interior Izquierda Zurdo    | No elegido como finalista En el séptimo episodio |
| Álvaro Blanco Santamaría       | Santa    | España         | Extremo derecho             | No elegido como finalista En el séptimo episodio |
| Nicolás García Solivellas      | Nico     | España         | Media Punta Zurdo           | No elegido como finalista En el séptimo episodio |
| Edson Silva                    | Edson    | Portugal       | Delantero                   | No elegido como finalista En el séptimo episodio |
| Azmhar Aníbal Ariano Navarro   | Mello    | Panamá         | Defensa central - zurdo     | Eliminado En el sexto episodio                   |
| Xavier Silva                   | Silva    | Estados Unidos | Delantero                   | Eliminado En el sexto episodio                   |
| Bilal Benabdellah              | Bilal    | Marruecos      | Extremo izquierdo           | Eliminado En el cuarto episodio                  |
| Diego Martín Alaniz Ávila      | Alaniz   | Uruguay        | Extremo izquierdo           | Expulsado En el tercer episodio                  |
| José Tomás González Elías      | José     | Chile          | Defensor Central            | Expulsado En el tercer episodio                  |
| Martín Ezequiel Roses          | Tincho   | Argentina      | Delantero                   | Expulsado En el tercer episodio                  |
| Peter Grimmer                  | Pepo     | España         | Delantero centro            | Abandonó En el segundo episodio                  |
| Roberto García Calzada         | Rober    | España         | Lateral Derecho - Central   | Abandonó En el segundo episodio                  |

1. ↑  Paredes fue eliminado en el quinto episodio y fue reintegrado al equipo en el sexto episodio, además, fue escogido como un finalista.
2. ↑  Rober y Pepo deciden abandonar la competencia.
3. ↑  Rober y Pepo deciden abandonar la competencia.

Cabe destacar que los siguientes jugadores aparen en la Liga Master si escoges el equipo ficticio del PES 2013 en la versión PS2 con los siguientes nombres:
Diego Centrocampista México.
Carrillo Defensa España.
Israel Centrocampista España.
Paredes Centrocampista Colombia.
Álvaro Portero España.
Gamón Portero España.
Bilanciare Lateral Brasil.
Barrientos Lateral España.
Santamaría Centrocampista España.
Nicolás Centrocampista España.
Edson Delantero Portugal.
Navarro Defensa Panamá.
Silva Delantero Estados Unidos.
Bilal Centrocampista Marruecos.
Alaníz Centrocampista Uruguay.
Elías Defensa Chile.
Martín Delantero Argentina.
Peter Delantero España.
(En total del 2011 escogieron 18 jugadores para la Liga Master Pes 2013, que junto a las 10 jugadores del 2010, forman el equipo con jugadores ficticios de la Liga Master)
Como dato curioso los mejores jugadores en Liga Master son Diego, Edson, Cárdenas, Elías, Bilanciare, Paredes, Peter, William y Gamón.

#### Progreso de los concursantes
| México         | Diego    | -     | -   | -        | -         | -         | -         | WIN        |            |           |           |           |
| España         | Carrillo | NOT   | IN  | -        | -         | -         | -         | FINAL      |            |           |           |           |
| España         | Israel   | -     | -   | -        | -         | -         | -         | FINAL      |            |           |           |           |
| Colombia       | Paredes  | -     | -   | -        | -         | -         | -         | FINAL      |            |           |           |           |
| España         | Álvaro   | -     | -   | -        | -         | -         | -         | No Elegido | No Elegido |           |           |           |
| España         | Gamón    | -     | -   | -        | -         | -         | -         | No Elegido | No Elegido |           |           |           |
| Brasil         | Vini     | -     | -   | -        | -         | -         | -         | No Elegido | No Elegido |           |           |           |
| España         | Polako   | -     | -   | -        | -         | -         | -         | No Elegido | No Elegido |           |           |           |
| España         | Javi     | NOT   | IN  | -        | -         | -         | -         | No Elegido | No Elegido |           |           |           |
| España         | Santa    | -     | -   | -        | -         | -         | -         | No Elegido | No Elegido |           |           |           |
| España         | Nico     | -     | -   | -        | -         | -         | -         | No Elegido | No Elegido |           |           |           |
| Portugal       | Edson    | -     | -   | -        | -         | -         | -         | No Elegido | No Elegido |           |           |           |
| Panamá         | Mello    | -     | -   | -        | -         | -         | -         | Eliminado  | Eliminado  | Eliminado | Eliminado | Eliminado |
| Estados Unidos | Silva    | -     | -   | -        | -         | -         | -         | Eliminado  | Eliminado  | Eliminado | Eliminado | Eliminado |
| Marruecos      | Bilal    | -     | -   | -        | -         | Eliminado | Eliminado | Eliminado  | Eliminado  | Eliminado |           |           |
| Uruguay        | Alaniz   | Entra | IN  | OUT      | Expulsado | Expulsado | Expulsado | Expulsado  | Expulsado  |           |           |           |
| Chile          | José     | Entra | IN  | OUT      | Expulsado | Expulsado | Expulsado | Expulsado  | Expulsado  |           |           |           |
| Argentina      | Tincho   | Entra | IN  | OUT      | Expulsado | Expulsado | Expulsado | Expulsado  | Expulsado  |           |           |           |
| España         | Pepo     | Entra | OUT | Abandonó | Abandonó  | Abandonó  | Abandonó  | Abandonó   | Abandonó   |           |           |           |
| España         | Rober    | Entra | OUT | Abandonó | Abandonó  | Abandonó  | Abandonó  | Abandonó   | Abandonó   |           |           |           |